# Ouriel Zohar

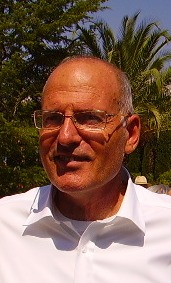
Ouriel Zohar (2009)

Ouriel Zohar (* 1952) ist ein israelisch-französischer Theaterregisseur, Theaterschriftsteller und Übersetzer vom Französischen in die Hebräische Sprache. Professor an der Universität Technion und 1986 wurde das Technion-Theater von ihm ins Leben gerufen und seit 1995 ist er Professor an der Universität Paris VIII und HEC Paris.

## Leben

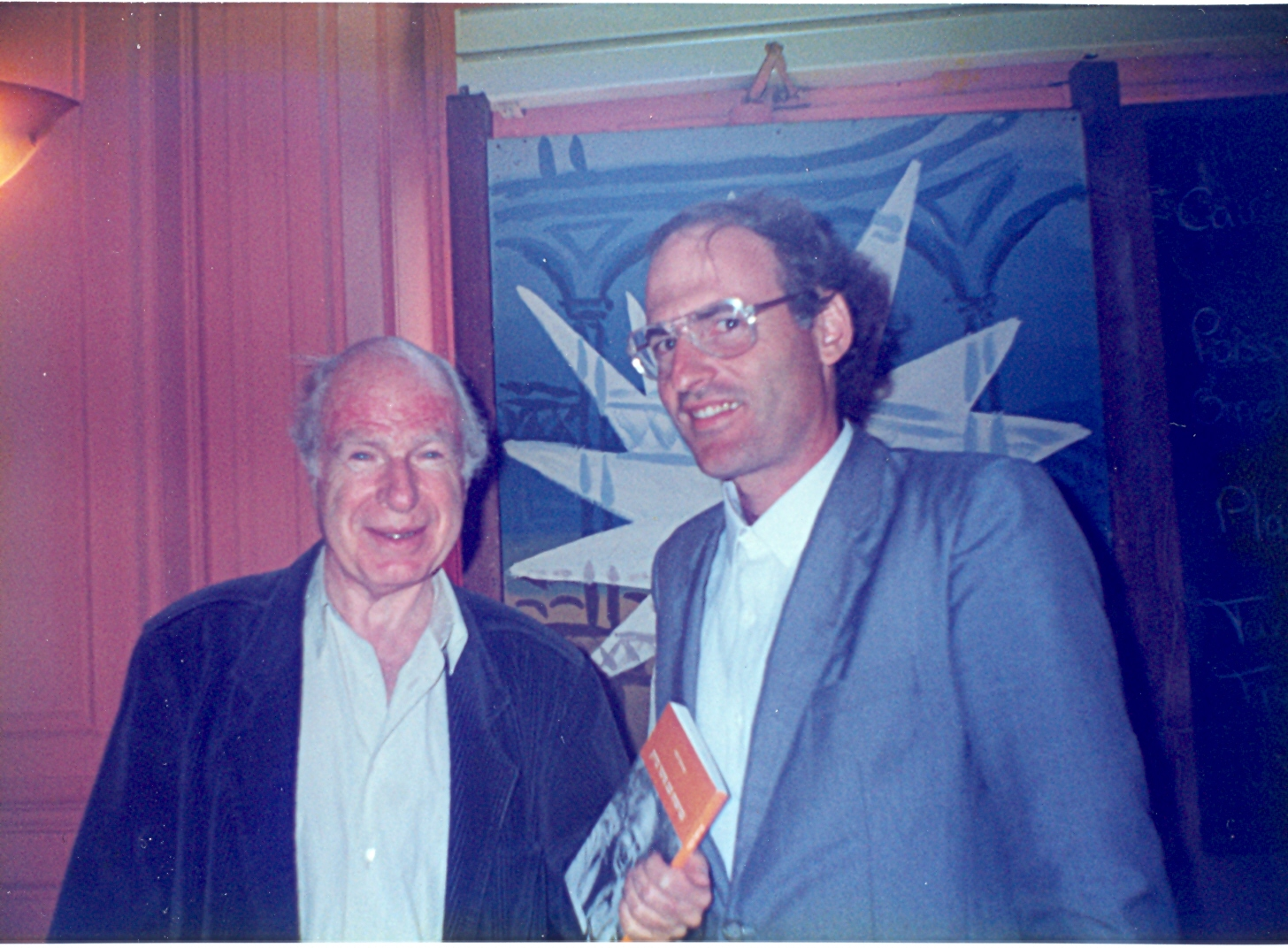
Ouriel Zohar übergibt sein Buch „Meetings with Peter Brook“ an Peter Brook, Paris 1991

1978 begann Zohar seine Tätigkeit als Regisseur in Paris. Er promovierte zum Thema kollektives und universelles Kibbutz Theater und lehrte das Fache an der Pariser Universität VIII, wo er von 1980 bis 1985 als Universitäts-Assistent wirkte. Er veröffentlichte 150 Artikel im Theaterbereich sowie in akademischen Zeitschriften auf English, Französisch und Hebräisch. Seine Veröffentlichungen im universitären Rahmen nehmen u. a. Bezug auf Peter Brook, Konstantin Sergejewitsch Stanislawski, Jerzy Grotowski, Augusto Boal, Martin Buber und Aharon David Gordon, die das Theater entscheidend geprägt haben. Bisher hat er 71 Werke in Israel, Europa, Kanada und Afrika aufgeführt. Rund 30 davon hat er auf Hebräisch verfasst und publiziert. Er hat u. a. Klassiker von Molière, Shakespeare, Marivaux, Henrik Ibsen und George Bernhard Shaw inszeniert.

### 1989–2009
Das von ihm begründete Technion Theater nimmt an Festivals in Europa, Kanada und Israel teil. Er unterrichtet Bühnen-Ästhetik, das Verfassen von Theaterstücken und Schauspiel in Paris und Israël. Er schrieb Theaterstücke im Auftrag sowohl des Habima-Theaters von 1989 bis 1990 als auch des Stadttheaters Haifa von 1995–1997. Unter seiner Federführung entstanden jüdisch-arabische Gemeinschaftsprojekte mit Künstlerischem Schwerpunkt. Er ist Mitbegründer des El Midan Arab Theater in Haifa 1994. Zwischen 1993 und 1999 war er Vize-Präsident der internationalen Vereinigung Universitären Theaters (IUTA), welche ihren Sitz in Lüttich, Belgien hat, deren Ehrenmitglied er seit 2005 ist. Seit 1995 ist er Gastprofessor an der HEC (Paris) und seit 1997 an der Universität von Paris VIII. 1993 brachte er den Roman des sudanesischen Autors At-Tayyib Salih Zeit der Nordwanderung (Season of Migration to the North) auf die Bühne, unter der Mitwirkung des palästinensisch-israelischen Schauspielers Mohammad Bakri, der als bester Schauspieler des Akko Festivals des alternativen israelischen Theaters (Acco Festival of Alternative Israeli Theatre) ausgezeichnet wurde. Mit ihm inszenierte er ebenfalls den „Bakri-Monolog“ in französischer, arabischer und hebräischer Sprache.
Gemeinsam mit M. Bakri spielte er in Paris am Boris Vian Hall Theater of Paris-Villette, auf der National-Bühne von Cergy-Pontoise, in Lille, beim Friedensfestival in Brüssel sowie in anderen Ländern. Unter seine Regie wurde „Die Palästinenserin“ von Jehoschua Sobol, vom Technion Theater aus Haifa, während der « Kölner Universitäts-Theater-Woche 1998» präsentiert, einem israelisch-deutschen Festival der Studiobühne Köln, und ebenfalls zum 5. Internationale Festival des Universitätstheater in Jerusalem. Seit 2002 spielte er Prospero, die Hauptrolle in Shakespeares Der Sturm im Theater von Béatrice Brout, und den Grafen von Northumberland in Shakespeares Richard II, und interpretierte ebenfalls Texte von Victor Hugo und anderen französischen Autoren.
Er gründete seine eigene Theatergruppe die, „Compagnie Ouriel Zohar“ in Paris (2006) anlässlich der Erarbeitung von Henrik Ibsens Werk „Ein Volksfeind“, uraufgeführt in Paris. Weitere Aufführungen fanden statt in Fréjus und Besançon, in Liège, Belgien, Minsk, Weißrussland, in Valleyfield, Kanada und in Porto Heli, Griechenland.

### 2009–2017
2010 inszenierte er in Paris „Seraphita“ - seine Adaptation eines von Honoré de Balzac, im Jahre 1834 verfassten Romans, im Theatre de l'Ile Saint-Louis, sowie in Brüssel, Griechenland und Kongo-Brazzaville. Seiner Inszenierung in hebräischen Sprache von Henrik Ibsens „Ein Volksfeind“ wurde beim Festival von Benevento, Italien, 2009, der Preis für die beste darstellerische Leistung zuerkannt. Seit 2007 ist er zum internationalen Juror internationaler Wettbewerbe (in Paris, Minsk, Moskau etc.) im Bereich europäischen Universitäten Theaters ernannt worden – er führt Meisterklassen in Regie und Schauspiel auf Festivals in Europa durch.
Zu seinen Schülern zählt der Caméra d’Or - Gewinner Scandar Copti, Regisseur und Drehbuchautor von „Ajami“. Dieser gewann fünf Ophir Awards, sowie einen Oskar für den „besten fremdsprachigen Film (Academy Award for best foreign language Film)“ in Los Angeles 2009. Zohar hat selbst sechs Bücher in hebräischer und ein Buch in französischer Sprache gemeinsam mit seiner Frau Martine Zohar unter dem Titel Mein Leben in Israel im Licht der Pinien veröffentlicht (Persée Editors, Frankreich 2009).
Im Jahr 2015 leitete er sein Stück „L'Initiation du Ciel“ auf Französisch, in der Schweiz, Bruxelles, Paris, Aix en Provence und Fréjus.
Im Jahr 2017 leitete er sein Stück „Das Unsichtbare Kleidungsstück“ an die deutsche Gemeinde in Fréjus.

## Bücher
- 2017: Das Unsichtbare Kleid, (German Edition) Kindle Edition